# 群体基因组学
群体基因组学 是大规模地比较群体的DNA序列。 群体基因组学是一个跟  群体遗传学 有关的新词。 群体基因组学在整个基因组水平上对基因组进行研究，帮助我们更好的理解基因组上的细小变化 ，从而理解群体的分化历史和地理分布。